# Cyrtinoopsis intensa
Cyrtinoopsis intensa là một loài bọ cánh cứng trong họ Cerambycidae.